# 妙高市
妙高市（日语：／ Myōkō shi */?）是一座位于新潟縣上越地方的城市。當地於2005年4月1日由新井市和妙高高原町及妙高村合并而成。

## 交通

### 道路
- 國道18號

## 出身有名人
- 霜鳥典雄（前相撲力士）
- 松野泰己（遊戲開發者）
- HIKAKIN（Youtuber）

## 外部連結
- 妙高市（页面存档备份，存于）
- 妙高市觀光協會（页面存档备份，存于）
- Myoko Ski Resort （页面存档备份，存于） - Ski Information
- Myoko Kogen Japan （页面存档备份，存于） - General overview